# Linaria decipiens
Linaria decipiens är en grobladsväxtart som beskrevs av Jules Aimé Battandier. Linaria decipiens ingår i släktet sporrar, och familjen grobladsväxter. Inga underarter finns listade i Catalogue of Life.